# Hypolimnas bartteloti
Hypolimnas bartteloti är en fjärilsart som beskrevs av Grose-smith 1890. Hypolimnas bartteloti ingår i släktet Hypolimnas och familjen praktfjärilar. Inga underarter finns listade i Catalogue of Life.